# Generationsväxling

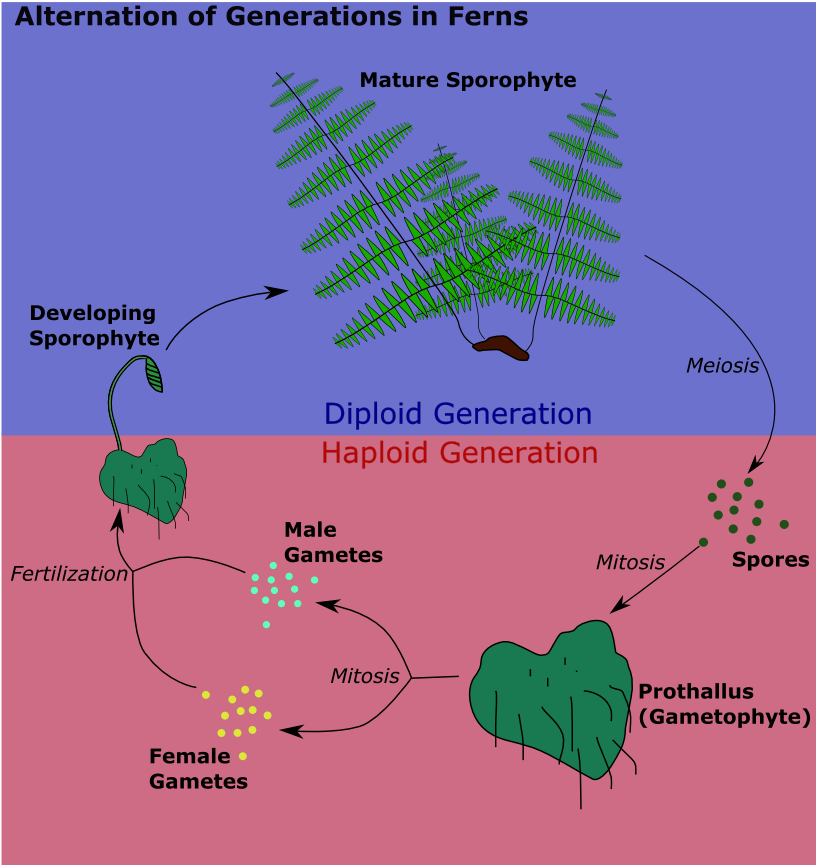
Generationsväxling hos ormbunkar, med två generationer som är olika till utseendet men båda självständiga.

Generationsväxling beskriver hur en organism växlar mellan en generation som är diploid och en som är haploid. Generationsväxling är vanligt hos kärlväxter, mossor, brunalger, rödalger, och vissa grönalger.
För att en organism ska räknas som generationsväxlare krävs att både den diploida och den haploida generationen är flercellig. Den diploida generationen är sporofyten, där sporer bildas genom meois. Sporofyten (2n) ger därför upphov till haploida (1n) sporer. Dessa gror sedan till gametofyter (1n), vilka bildar haploida (1n) gameter (könsceller) genom mitos.

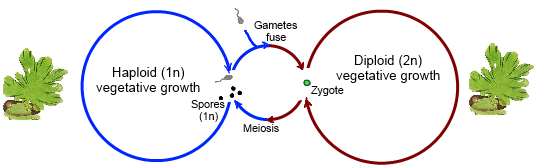
Generationsväxling hos en grönalg, där båda generationerna liknar varandra till utseendet.

Flercelliga djur har inte generationsväxling, utan är diplonter (alltid diploida utom som gameter). Vissa djur, som maneter har två åtskilda faser i livet men de skiljer sig inte åt i kromosomtal.

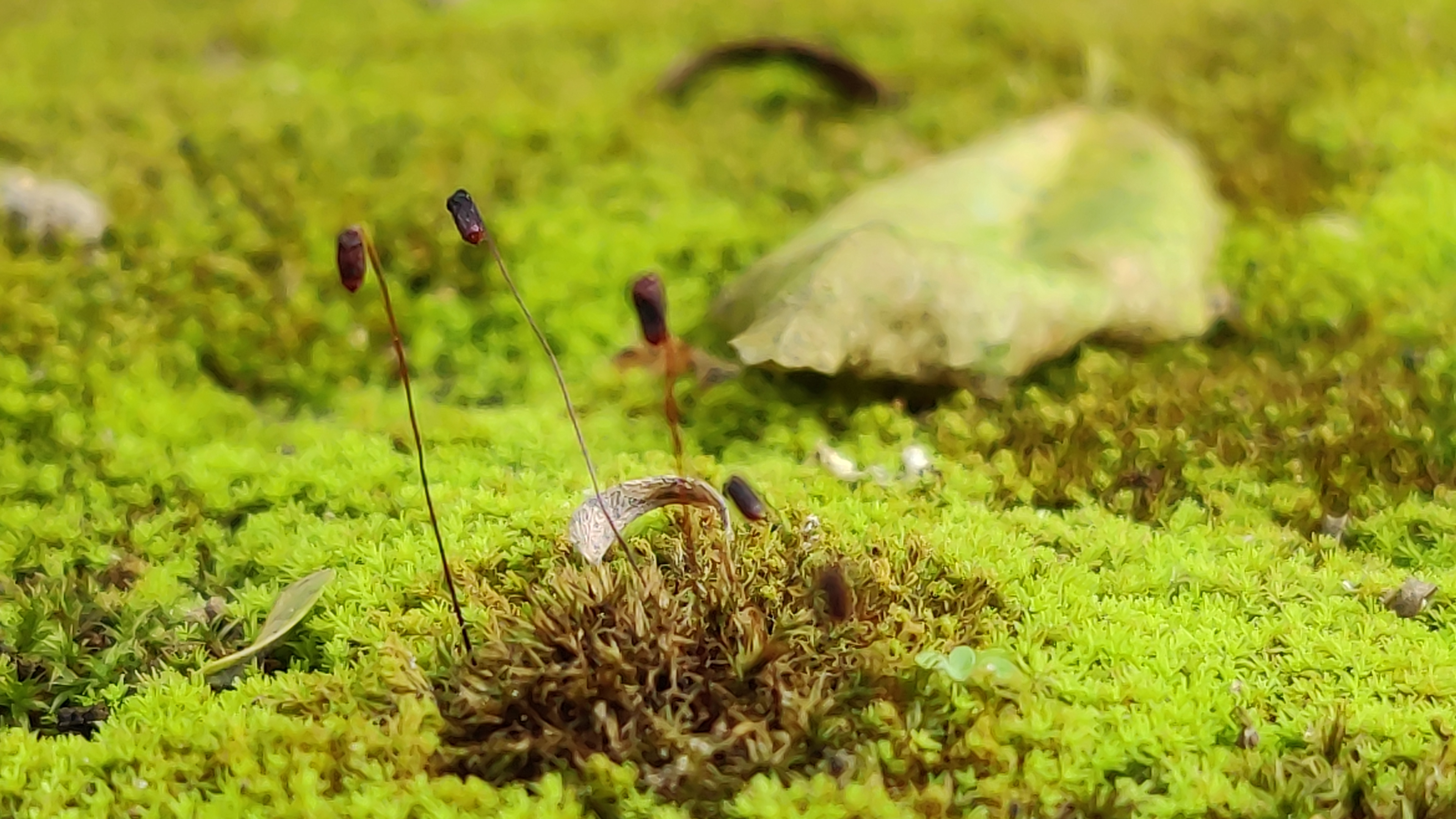
En bladmossas två generationer.

Hos organismer med generationsväxling kan sporofyten och gametofyten vara lika till utseende och storlek, men de kan också skilja sig åt. Hos bladmossor är gametofyten den självförsörjande, gröna växten och sporofyten består endast av en sporkapsel på skaft. Hos blomväxter är det tvärtom sporofyten som är den självförsörjande, gröna växten och gametofyten är mycket reducerad och består av några få celler inuti pistillen eller pollenkornet.